# Nürburgring
Nürburgring [Nýrburgring] je německý motoristický okruh, na kterém se pořádají automobilové a motocyklové závody. Okruh se nachází v blízkosti hradu Nürburg ve spolkové zemi Porýní-Falc. Současný zavodní okruh o délce asi 5 km, nazývaný také jako „Nový Nürburgring“, byl postaven v roce 1984. Původní okruh, resp. jeho část Nordschleife (severní smyčka), byl dlouhý 22,835 km a závody Formule 1 se na něm konaly do roku 1976. Je nadále používán pro některé závody, pro testování a veřejné jízdy. Okruh Nürburgring hostil vedle Velké ceny Německa také Grand Prix Evropy a Grand Prix Lucemburska.

## Historie

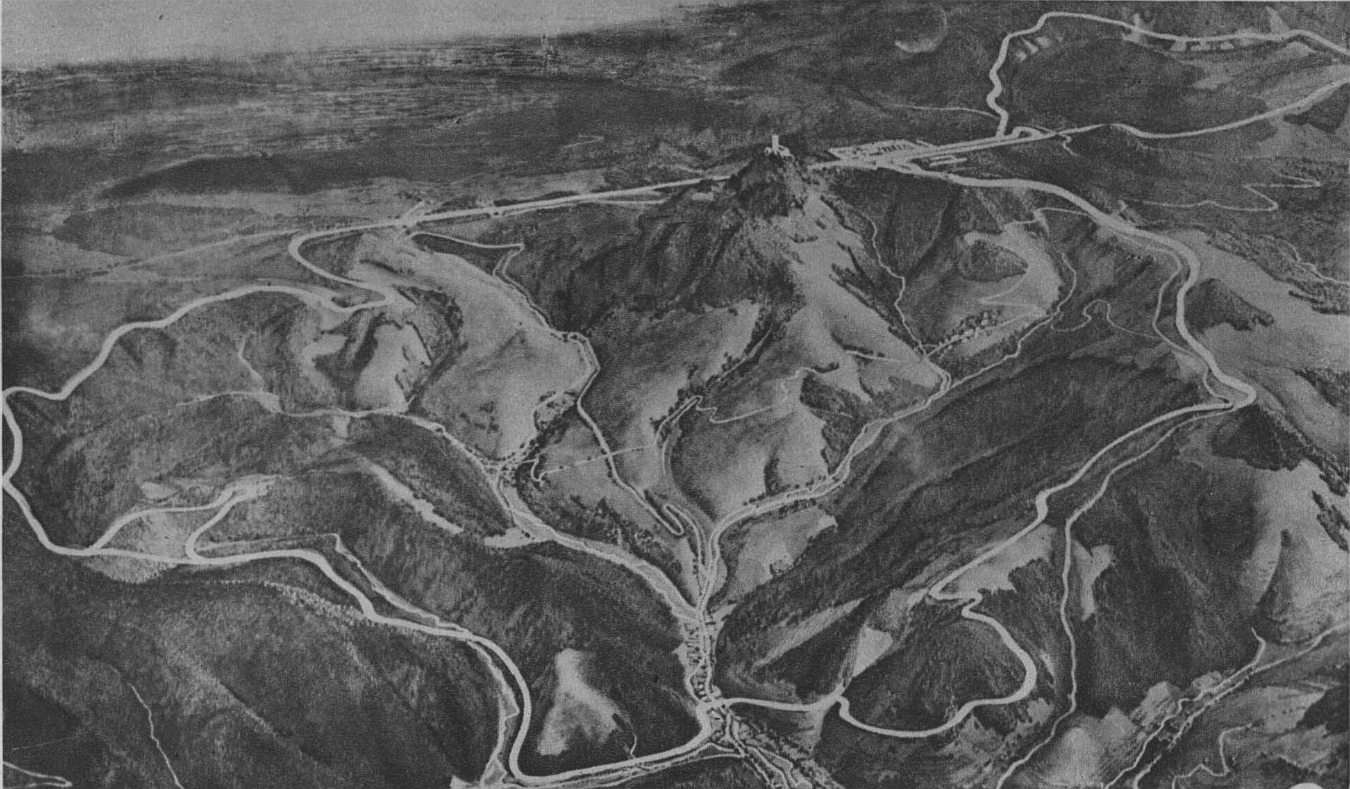
Nürburgring (plán okruhu 1926)

Kolem roku 1925 se objevila myšlenka potřeby výstavby závodního okruhu v této oblasti, který by nevedl po veřejných silnicích. Vhodný terén se našel v pohoří Eifel (Porýní) jižně od městečka Adenau, a obkružoval středověký hrad Nürburg. Stavba byla dokončena na jaře roku 1927. Okruh se skládal ze dvou částí: Nordschleife (severní trať, severní smyčka) a Südschleife (jižní trať, jižní smyčka).
Významnější byla Nordschleife dlouhá téměř 23 km (zpočátku 22,810 km). Trať byla tvořena asi 180 zatáčkami různého charakteru a obtížnosti, mezi nejslavnější patřila Karussell (dnes nese jméno Caracciola-Karussell na počest Rudolfa Caraccioly). Pro svou náročnost ji Jackie Stewart pojmenoval „Zelené peklo“ a tato přezdívka je od té doby běžně užívána.
Druhá část okruhu Südschleife byla situovaná do blízkosti města Müllenbach. Délka okruhu byla 7,747 km a byla používána na motoristické události místního významu. V letech 1930 a 1931 se zde jezdil závod ADAC Eifelrennen. Až do roku 1939 se potom tento závod jezdil na severní smyčce.
Oba okruhy používaly místo nazvané Start und Ziel Schleife s boxy. Celková délka trati, která využívala oba okruhy, byla 28,265 km a byla pojmenována Gesamtstrecke. První ročníky Velké ceny Německa používaly kompletní délku okruhu, ke změně došlo roku 1931, kdy se začal používat pouze Nordschleife.

## Poválečné modifikace
Po druhé světové válce se na Nürburgring vrátily všechny hlavní motoristické události. V roce 1967, z důvodu vysokých rychlostí vozů, byla přidána šikana před cílovou rovinku. Kvůli bojkotu ze strany jezdců v roce 1970 byla Německá Grand Prix přesunuta do pohoří Eifel na Hockenheimring. Po stavebních úpravách se v roce 1971 Formule 1 na tuto trať vrátila.
Ani stavební úpravy, které trať prodělala v roce 1970 však nezajistily dostatečnou bezpečnost. Konec závodů Formule 1 zpečetila nehoda Nikiho Laudy v roce 1976. Úřadující mistr světa Niki Lauda nezvládl své Ferrari v úseku Bergwerk. Neovladatelný vůz byl mrštěn proti skalní stěně a následně zpět do silnice, kde začal hořet. Jen díky zákroku pilotů Merzaria, Ertla, Edwardse a Lungera, kteří se vrhli do plamenů, Niki Lauda nehodu přežil.

## Nový Nürburgring
Aby se na Nürburgring mohla vrátit Formule 1, musel se vybudovat nový, kratší a modernější okruh. Po několika návrzích a počátečních finančních problémech byl konečně v roce 1984 nový okruh slavnostně otevřen. Byl vybudován v části dřívějšího Südschleife, který ovšem neměl s původním nic společného. Velká cena Německa se na okruhu konala pouze dvakrát, a to v počátečních letech (1984 a 1985), poté z kalendáře F1 zmizel. Až od roku 1995 se formule 1 na tento okruh vrací, když se tu pořádá Grand Prix Evropy a v letech 1997 a 1998 Grand Prix Lucemburska.
Velká část původního okruhu Nordschleife, celkem 20,8 km z původních 22,8 zůstala zachována. Upravenou trasu je možné využít separátně, nebo je možné vytvořit kombinovaný okruh s novou závodní tratí, který v nové části částečně kopíruje původní trasu Nordschleife, o celkové délce 24,4 km.

## Trať od roku 1951
- Délka okruhu 22 810 m
- Rekord v kvalifikaci – 8:16.5 Jim Clark/1966
- Rekord v závodě – 8:24.1 Jim Clark/1965

| Rok       | Jezdec             | Konstruktér | Velká cena         | Výsledky  |
| --------- | ------------------ | ----------- | ------------------ | --------- |
| 1951      | Alberto Ascari     | Ferrari     | Grand Prix Německa | Výsledky  |
| 1952      | Alberto Ascari     | Ferrari     | Grand Prix Německa | Výsledky  |
| 1953      | Giuseppe Farina    | Ferrari     | Grand Prix Německa | Výsledky  |
| 1954      | Juan Manuel Fangio | Mercedes    | Grand Prix Německa | Výsledky  |
| 1955      | Nejelo se          | Nejelo se   | Nejelo se          | Nejelo se |
| 1956      | Juan Manuel Fangio | Lancia      | Grand Prix Německa | Výsledky  |
| 1957      | Juan Manuel Fangio | Maserati    | Grand Prix Německa | Výsledky  |
| 1958      | Tony Brooks        | Vanwall     | Grand Prix Německa | Výsledky  |
| 1959–1960 | Nejelo se          | Nejelo se   | Nejelo se          | Nejelo se |
| 1961      | Stirling Moss      | Lotus       | Grand Prix Německa | Výsledky  |
| 1962      | Graham Hill        | BRM         | Grand Prix Německa | Výsledky  |
| 1963      | John Surtees       | Ferrari     | Grand Prix Německa | Výsledky  |
| 1964      | John Surtees       | Ferrari     | Grand Prix Německa | Výsledky  |
| 1965      | Jim Clark          | Lotus       | Grand Prix Německa | Výsledky  |
| 1966      | Jack Brabham       | Brabham     | Grand Prix Německa | Výsledky  |

## Trať od roku 1967
- Délka okruhu 22 835 m
- Rekord v kvalifikaci – 7:00.8 Niki Lauda/1974
- Rekord v závodě – 7:06.4 Clay Regazzoni/1975

| Rok       | Jezdec           | Konstruktér | Velká cena         | Výsledky  |
| --------- | ---------------- | ----------- | ------------------ | --------- |
| 1967      | Denny Hulme      | Brabham     | Grand Prix Německa | Výsledky  |
| 1968      | Jackie Stewart   | Matra       | Grand Prix Německa | Výsledky  |
| 1969      | Jacky Ickx       | Brabham     | Grand Prix Německa | Výsledky  |
| 1970      | Nejelo se        | Nejelo se   | Nejelo se          | Nejelo se |
| 1971      | Jackie Stewart   | Tyrrell     | Grand Prix Německa | Výsledky  |
| 1972      | Jacky Ickx       | Ferrari     | Grand Prix Německa | Výsledky  |
| 1973      | Jackie Stewart   | Tyrrell     | Grand Prix Německa | Výsledky  |
| 1974      | Clay Regazzoni   | Ferrari     | Grand Prix Německa | Výsledky  |
| 1975      | Carlos Reutemann | Brabham     | Grand Prix Německa | Výsledky  |
| 1976      | James Hunt       | McLaren     | Grand Prix Německa | Výsledky  |
| 1977–1983 | Nejelo se        | Nejelo se   | Nejelo se          | Nejelo se |

## Trať od roku 1984
- Délka okruhu 4 542 m
- Rekord v kvalifikaci – 1:17.429 Teo Fabi/1985
- Rekord v závodě – 1:22.806 Niki Lauda/1985

| Rok       | Jezdec           | Konstruktér | Velká cena         | Výsledky  |
| --------- | ---------------- | ----------- | ------------------ | --------- |
| 1984      | Alain Prost      | McLaren     | Grand Prix Evropy  | Výsledky  |
| 1985      | Michele Alboreto | Ferrari     | Grand Prix Německa | Výsledky  |
| 1986–1994 | Nejelo se        | Nejelo se   | Nejelo se          | Nejelo se |

## Trať od roku 1995
- Délka okruhu 4 556 m
- Rekord v kvalifikaci – 1:14.960 Michael Schumacher/2001
- Rekord v závodě – 1:18.354 Michael Schumacher/2001

| Rok  | Jezdec             | Konstruktér | Velká cena             | Výsledky |
| ---- | ------------------ | ----------- | ---------------------- | -------- |
| 1995 | Michael Schumacher | Benetton    | Grand Prix Německa     | Výsledky |
| 1996 | Jacques Villeneuve | Williams    | Grand Prix Německa     | Výsledky |
| 1997 | Jacques Villeneuve | Williams    | Grand Prix Lucemburska | Výsledky |
| 1998 | Mika Häkkinen      | McLaren     | Grand Prix Lucemburska | Výsledky |
| 1999 | Johnny Herbert     | Stewart     | Grand Prix Evropy      | Výsledky |
| 2000 | Michael Schumacher | Ferrari     | Grand Prix Evropy      | Výsledky |
| 2001 | Michael Schumacher | Ferrari     | Grand Prix Evropy      | Výsledky |

## Trať v roce 2002
- Délka okruhu 5 146 m
- Rekord v kvalifikaci – 1:29.906 Juan Pablo Montoya/2002
- Rekord v závodě – 1:32.226 Michael Schumacher/2002

| Rok  | Jezdec             | Konstruktér | Velká cena        | Výsledky |
| ---- | ------------------ | ----------- | ----------------- | -------- |
| 2002 | Rubens Barrichello | Ferrari     | Grand Prix Evropy | Výsledky |

## Trať od roku 2003
- Délka okruhu 5 148 m
- Rekord v kvalifikaci – 1:25.269 Valtteri Bottas/2020
- Rekord v závodě – 1:28.139 Max Verstappen/2020

| Rok       | Jezdec             | Konstruktér | Velká cena         | Výsledky  |
| --------- | ------------------ | ----------- | ------------------ | --------- |
| 2003      | Ralf Schumacher    | Williams    | Grand Prix Evropy  | Výsledky  |
| 2004      | Michael Schumacher | Ferrari     | Grand Prix Evropy  | Výsledky  |
| 2005      | Fernando Alonso    | Renault     | Grand Prix Evropy  | Výsledky  |
| 2006      | Michael Schumacher | Ferrari     | Grand Prix Evropy  | Výsledky  |
| 2007      | Fernando Alonso    | McLaren     | Grand Prix Evropy  | Výsledky  |
| 2008      | Nejelo se          | Nejelo se   | Nejelo se          | Nejelo se |
| 2009      | Mark Webber        | Red Bull    | Grand Prix Německa | Výsledky  |
| 2010      | Nejelo se          | Nejelo se   | Nejelo se          | Nejelo se |
| 2011      | Lewis Hamilton     | McLaren     | Grand Prix Německa | Výsledky  |
| 2012      | Nejelo se          | Nejelo se   | Nejelo se          | Nejelo se |
| 2013      | Sebastian Vettel   | Red Bull    | Grand Prix Německa | Výsledky  |
| 2014–2019 | Nejelo se          | Nejelo se   | Nejelo se          | Nejelo se |
| 2020      | Lewis Hamilton     | Mercedes    | Grand Prix Eifelu  | Výsledky  |